# Hoplorida congoana
Hoplorida congoana är en skalbaggsart som beskrevs av Moser 1918. Hoplorida congoana ingår i släktet Hoplorida och familjen Melolonthidae. Inga underarter finns listade i Catalogue of Life.